# Hancockella portentosa
Hancockella portentosa är en insektsart som först beskrevs av Kirby, W.F. 1914.  Hancockella portentosa ingår i släktet Hancockella och familjen torngräshoppor. Inga underarter finns listade i Catalogue of Life.